# Postisme
Le postisme (en espagnol : postsimo) est un mouvement littéraire espagnol actif entre 1945 et 1950 et dont le nom vient de la contraction de post-surréalisme (comme l'indique le Deuxième Manifeste, publié dans La Estafeta Literaria, numéro spécial de 1946, et signé par Eduardo Chicharro Briones, Carlos Edmundo de Ory et Silvano Sernesi), mais qui signifiait à l'origine «l'isme qui vient après tous les ismes». Cette désignation impliquait que ce mouvement devait être la synthèse de toutes les avant-gardes littéraires précédentes.

## Origine
Le postisme est né à Madrid en 1945 et a poursuivi son activité jusqu'en 1950. La publication du Troisième Manifeste du postisme (1947) marque probablement le début d'un déclin encouragé par l'incompréhension littéraire et le carcan idéologique. Les influences les plus claires viennent des avant-gardes littéraires françaises :  dadaïsme, dont est issu le surréalisme et futurisme de Marinetti dont Silvano Sernesi a reçu une forte influence à Rome. Le cubisme littéraire n'était pas inconnu des auteurs du postisme : pour eux, le postisme part de son dépassement : ils veulent aller au-delà du point où se sont épuisés les mouvements précédents et la poésie sociale. Le mouvement a été décrit par Carlos Edmundo de Ory comme une «folie contrôlée» face à l'écriture automatique surréaliste.
La tradition dans laquelle s'enracine le postisme est profonde; sa position iconoclaste et contrefactuelle prend paradoxalement racine dans l'ingéniosité verbale du baroque et des pastiches joyeux du dix-huitième siècle en passant par l'esprit bizarre, festif et burlesque des écrivains du XIXe siècle comme Ros de Olano et Miguel de los Santos Álvarez, englobant aussi l'absurdité de Valle Inclan et les avant-gardes avec l'absurde et l'humour surréaliste de ses disciples Tono, Miguel Mihura, Carlos Arniches, Enrique Jardiel Poncela et  des magazines autour comme Bertoldo, La Ametralladora et La Codorniz. 

## Personnalité
En Espagne, avec le mouvement catalan Dau al set et celui de Pórtico en Aragon, le postisme a été le seul mouvement à se réclamer des avant-gardes européennes après la Guerre civile. Il est principalement apparu sous l'impulsion de Carlos Edmundo de Ory (1923-2010) et Eduardo Chicharro Briones (1905-1964), rejoints pour un temps par des écrivains tels que Fransisco Nieva (1924-2016), Ángel Crespo (1926-1995), Gloria Fuertes (1917-1998), Antonio Fernández Molina (1927-2005), Fernando Arrabal (1932- ), Antonio Beneyto (1934-), Gabino-Alejandro Carriedo (1923-1981), José Fernández-Arroyo (1928- ), Félix Casanova de Ayala (1915-1990), Federico Muelas (1910-1974), Jesús Juan Garcés (1917-1983) ou Carlos de la Rica (1929-1997).